# Festival de Cap Roig
El Festival de Cap Roig es un festival de música y danza celebrada en los Jardines de Cap Roig, en Calella de Palafrugell. Desde el año 2001 se celebra anualmente, y participan todo tipo de artistas nacionales e internacionales.
El festival se celebra en un escenario al aire libre con una capacidad para 2.118 espectadores, reuniendo los artistas en un paraje natural de 17 hectáreas de superficie frente al mar, junto a los jardines. El festival genera más de 15 millones de euros y 220 puestos de trabajo a tiempo completo en verano.

## Historia
Los orígenes del castillo y del jardín botánico de Cap Roig, lugar donde se celebra el festival, se remontan a 1927. Fueron construidos y diseñados por el coronel ruso Nicolai Woevodsky, aficionado al dibujo y a la arquitectura, y por su esposa Dorothy Webster, aristócrata inglesa, decoradora y aficionada a la arqueología y a la jardinería. Esta pareja dejó su vida en Londres para construir sus sueños en este paraje único situado junto al mar.
El Festival de Cap Roig se celebra en verano, siendo el evento más importante de la Costa Brava. La dirección y producción artística de Cap Roig lleva cada año grandes nombres de la música y la danza en el castillo y el jardín botánico. En 2007, el diario británico The Independent le posicionó segundo en una lista de los 10 mejores festivales de verano. La 17.ª edición, celebrada en 2017, batió el récord de asistencia con 46.316 espectadores, los que agotaron las entradas de 20 de los 27 conciertos programados.
| Festival de Cap Roig        | |
| Edición                     | Artistas |
| 2001                        | - |
| 2002                        | - |
| 2003 (12 julio - 16 agosto) | Nina, Ballet Nacional de Cuba, Wilson Pickett, Caetano Veloso, Rafael Amargo, Mark Braud's Traditional New Orleans Jazz Band, Orquesta Simfónica Rusa, Dagoll Dagom, Georges Moustaki, Kataklò, Gospel The Inspirational Charms, La Generala (zarzuela), Sara Baras |
| 2004 (10 julio - 17 agosto) | José Carreras, Lluís Llach, Orquesta Simfónica de Sant Cugat y la Coral Sant Jordi, Maria João Pires y Ricardo Castro, Orquesta Sinfónica del Festival (Dirección David Giménez), Milagros Poblador, Ignacio Encinas, Ismael Pons, Stefano Palatchi, Clayton-Hamilton Jazz Orchestra, La Locomotora Negra, Take 6, The Manhattan Transfer, Cesária Évora, Carlos Núñez y Luz Casal, Estrella Morente, London Community Gospel Choir, Ángel Corella, Joaquín Cortés, Cristina Hoyos, El rey Lear |
| 2005 (16 julio - 25 agosto) | Diana Ross, Woody Allen, José Carreras, Paco de Lucía, Noa, Ballet "Don Quijote", Susana Rinaldi, Madredeus, Ana y Víctor, Martirio y Chano, Igor Yebra, Sara Baras, Danza de "Romeo y Julieta", Pere i el Llop, Maceo Parker, Spirit of the Dance, Orquesta Sinfónica del Vallés, Mélanie Hurel, Ricardo di Cosmo, Letizia Giuliani, Yat-Sen Chang |
| 2006 (6 julio - 19 agosto)  | Bob Dylan, José Carreras, Sara Baras, Dionne Warwick, George Benson, Diana Krall, Roberta Flack, American Gospel Singers, The Chieftains, Carlos Núñez, Gilberto Gil, Enrique Morente, Rosario, Ballet tradicional ruso Beriozka, Pink Floyd Ballet, Ballet de gala Nureyev, La ópera Carmen de Bizet con Nancy Herrera, Los chicos del coro y Armando Manzanero |
| 2007 (13 julio - 18 agosto) | José Carreras, The Blind Boys of Alabama, Chambao, La ópera Carmen de Bizet con Nancy Herrera, Tamara Rojo, Enrique+Estrella Morente, Bobby McFerrin & Ferenc Snétberger trío, Lucie Silvas, Liza Minnelli, Joan Baez, Paul Anka, Salvatore Adamo, Elvis Costello & Allen Toussaint, Pat Metheny, Brad Mehldau, Jessye Norman |
| 2008 (11 julio - 24 agosto) | Julio Iglesias, Return to Forever, Raimon, Franco Battiato, Pink Martini, Georges Moustaki, Ana y Víctor, Caetano Veloso, Paul Anka, Zarzuela en concierto, Omara Portuondo, Kool & the Gang, Tamara Rojo, Chambao, Rosana, Joaquín Cortés, homenaje a Maya Plisetskaya y Lorin Maazel |
| 2009 (5 julio - 15 agosto)  | Miguel Bosé, Michael Bolton, UB40, Facto Delafé y las Flores Azules, Anastacia, Chic, Jamie Cullum, Raphael, Marina Rossell, Raimon, José Carreras, James Taylor, La Locomotora Negra+ Coral Sant Jordi, Sara Baras, Estrelles de lŽÒpera de París, Paco Ibáñez, Luz Casal, Carlos Núñez, Julio Iglesias, Leonard Cohen |
| 2010 (2 julio - 17 agosto)  | Los Chicos del Coro+Els Virulets, Rufus Wainwright, The Beach Boys, Noa & Dorantes, Gotan Project+Guillamino, Youssou N'Dour, Màrius Carol, George Benson, Herbie Hancock, Rosana, Diana Krall, Sinéad O'Connor, Roger Hodgson, Antonio Orozco, Marlango, Julio Iglesias, Ainhoa Arteta, Silvia Pérez Cruz, Macaco, Diego el Cigala, Pasión Vega, Charles Aznavour |
| 2011 (15 julio - 21 agosto) | Chicago, Sting, BB King, Ana Belén, Manel, José Carreras, Roger Hodgson, Dúo Dinámico, Julio Iglesias, Antònia Font, Dani Martín, Miguel Ríos, La Fura dels Baus, David Bisbal, Raphael, Silvia Pérez Cruz, Carlos Nuñez+Onca, Tamara Rojo, Tom Jones |
| 2012 (14 julio - 18 agosto) | Bob Dylan, George Benson, Tony Bennett, Manolo García, Madeleine Peyroux, Els Amics de les Arts, Ben Harper, Kiri Te Kanawa, Paul Anka, Milow+Miquel Abras, Joaquín Cortés, James Morrison, Hombres G, Russian Red+Bigott, Miguel Bosé, Sergio Dalma, Chambao, Simple Minds, Mishima+Bremen, Rosario, Miguel Poveda, Bunbury, Alejandro Sanz |
| 2013 (20 julio - 16 agosto) | Elton John, Manel, Diana Krall, SP3, Mark Knopfler, Vicente Amigo, Fito & Fitipaldis, Ainhoa Arteta, Keane+Pablo López, Melendi, Malú, Pablo Alborán, Antònia Font, Katie Melua, Gossos+Blaumut+Neus Mar, Rosario, Enrique Iglesias |
| 2014 (4 julio - 15 agosto)  | Elton John, SP3, Hombres G, Els Amics de les Arts, Geronimo Stilton, Placebo, Pet Shop Boys, David Bisbal, James Blunt, Duncan Dhu, Bryan Adams, Dani Martín, Luz Casal, La Iaia, Els Pets, Antonio Orozco, Geriona, DeuDeVeu, Sergio Dalma, Barbara Hendricks |
| 2015 (10 julio - 17 agosto) | Sting, Ben Harper+The Innocent Criminals , Tony Bennett+Lady Gaga, James Arthur, Blaumut+Núria Graham, SP3, Rosario, Antonio Orozco, Gemeliers, Julieta Venegas, Miguel Bosé, Passenger, Els Amics de les Arts, Macaco, David Bustamante, Peppa Pig, Pablo Alborán, DeuDeVeu+In Crescendo, Joan Miquel Oliver+Mishima, Alejandro Sanz |
| 2016 (8 julio - 17 agosto)  | Manel, Rod Stewart, Rosario, Antonio Orozco, Carlos Santana, Super3, Kings Of Convenience+Joan Dausà, Manuel Carrasco, Malú, Love of Lesbian, Sergio Dalma+Arte Final, Els Catarres, Amaral+Enric Verdaguer, Melendi, Ainhoa Arteta, Richard Ashcroft+Jacobo Serra, Alejandro Sanz, Tarzan el musical, The Corrs, Sopa de Cabra, Status Quo |
| 2017 (7 julio - 22 agosto)  | Wilco, Woody Allen, Anastacia, Passenger, The Pretenders, Blaumut+Paula Valls, Norah Jones+The Candles, Estopa, Sílvia Pérez Cruz, Melendi, Els Amics de les Arts, India Martínez, Alicia en el país de las maravillas, Luis Fonsi, Dani Martín, Iván Ferreiro+Ramon Mirabet, Sweet California, Miguel Bosé, Sidonie+La Iaia, Umberto Tozzi, Hombres G, Ben Harper, Andrea Bocelli, La sirenita, David Bisbal, Jason Derulo                                                                     |
| 2018 (13 julio - 22 agosto) | Luis Miguel, Bryan Ferry, Manolo García, Texas, Sting, Antonio Orozco, Luz Casal, Damien Rice, Maná, Jarabe de Palo, Juanes, Rosario, Joan Dausá, Mag Lari, James Blunt, Morat, Sergio Dalma, Els Catarres, Dámaris Gelabert, Macaco, Loquillo, Antonio José, Joan Báez, Hombres G, Taburete, Roger Hodgson, Pablo López, Andrea Bocelli |
| 2019 (12 julio - 21 agosto) | Maluma, Nile Rodgers & CHIC, Sting, Diana Krall, Silvia Pérez Cruz y Marco Mezquida, Ben Harper & The Innocent Criminals, Liam Gallagher, Pastora Soler, Luis Fonsi, Rozalén, Jamie Cullum, Katie Melua, Jorge Drexler, Taburete, Ramon Mirabet, The Vamps, Mag Lari, Vanesa Martín, Álvaro Soler, Eros Ramazzotti, David Bisbal, Morat, La Familia del Super3, Aitana, Ara Malikian, Ainhoa Arteta                                                                                             |
| 2020 (10 julio - 22 agosto) | Edición 2020 cancelada por Covid-19. |
| 2021 (11 julio - 17 agosto) | Manel, Pablo López, Supertramp's Roger Hodgson, Els Amics de les Arts, Maestro, Ara Malikian, Sergio Dalma, El Pot Petit, Blaumut, Estopa, David Bisbal, Mag Lari, Morat, Antonio José. |